# 大石圭
大石 圭（おおいし けい、1961年5月10日 - ）は、日本の小説家。東京都目黒区出身。現在は神奈川県横浜市在住。

## 経歴
初めて小説を応募したのは1979年の群像新人文学賞で、その時の受賞者は村上春樹だった。法政大学文学部卒業後、株式会社フロムエー総合企画センターに入社、営業として勤務。同僚の女性と結婚する。
1993年、デビュー作『履き忘れたもう片方の靴』で第30回文芸賞佳作受賞。純文学作家としてデビューしたが、徐々にホラー小説へと傾くようになり、2001年の『アンダー・ユア・ベッド』を転機として、ハンニバル・レクターのような魅力的な犯罪者を書くことを目指し始める。2003年、映画・ビデオ「呪怨」のノベライズを手がけてベストセラーとなる。
元オウム真理教信者で死刑となった土谷正実が自身の幼なじみであったことを、「60秒の楝獄」のあとがきや『ザ!世界仰天ニュース』のインタビューなどで明かしている。なお土谷の洗脳が解けてからは手紙のやり取りや接見を行ない、また家族との関係修復にも尽力した。
かつての愛車は日産・フェアレディZ（S130型）であり、「僕らの名車物語」にコラムを投稿している。

## 作品リスト

### 小説
- 履き忘れたもう片方の靴（1994年1月 河出書房新社 / 2008年11月 河出文庫）
- いつかあなたは森に眠る（1995年3月 幻冬舎 / 2008年6月 TOブックス）
  - 【改題・改稿】女が蝶に変わるとき（2013年2月 幻冬舎アウトロー文庫）
- 出生率0（1996年9月 河出書房新社 / 1999年6月 河出文庫）
- 死者の体温（1998年5月 河出書房新社 / 2004年5月 角川ホラー文庫）
- 処刑列車（1999年10月 河出書房新社 / 2005年5月 角川ホラー文庫）
- アンダー・ユア・ベッド（2001年3月 角川ホラー文庫）
- 殺人勤務医（2002年3月 角川ホラー文庫）
- 自由殺人（2002年9月 角川ホラー文庫）
- 湘南人肉医（2003年11月 角川ホラー文庫）
- 4人の食卓（2004年5月 日本テレビ放送網）
- 復讐執行人（2005年7月 角川ホラー文庫）
- 1303号室（2005年8月 河出書房新社 / 2007年10月 河出文庫）
- 死人を恋う（2005年9月 光文社文庫）
- 飼育する男（2006年7月 角川ホラー文庫）
- 水底から君を呼ぶ（2006年9月 光文社文庫）
- 邪な囁き（2007年5月 角川ホラー文庫）
- 人を殺す、という仕事（2007年9月 光文社文庫）
- 檻の中の少女（2008年1月 角川ホラー文庫）
- 女奴隷は夢を見ない（2008年5月 光文社文庫）
- 人間処刑台（2008年12月 角川ホラー文庫）
- 子犬のように、君を飼う（2009年1月 光文社文庫）
- 甘い鞭（2009年5月 角川ホラー文庫）
- 絶望ブランコ（2009年11月 光文社文庫）
- 60秒の楝獄（2010年7月 光文社文庫）
- 奴隷契約（2010年10月 幻冬舎アウトロー文庫）
- 殺人鬼を飼う女（2010年11月 角川ホラー文庫）
- 地下牢の女王（2011年5月 光文社文庫）
- 殺人調香師（2011年10月 角川ホラー文庫）
- 黒百合の雫（2011年12月 幻冬舎アウトロー文庫）
- エクスワイフ（2012年1月 光文社文庫）
- 愛されすぎた女（2012年3月 徳間文庫）
- あの夜にあったこと（2012年10月 角川ホラー文庫）
- 赦されたい（2012年12月 幻冬舎アウトロー文庫）
- 苦い蜜（2013年4月 光文社文庫）
- 躾けられたい（2013年5月 TO文庫）
  - 【改題・改稿】わたしの調教師（2015年7月 角川ホラー文庫）
- 殺さずに済ませたい（2013年9月 徳間文庫）
- わたしには鞭の跡がよく似合う（2013年10月 辰巳出版／2015年11月 徳間文庫）
- 薔薇の足枷（2013年12月 幻冬舎アウトロー文庫）
- 甘い監獄（2014年3月 角川ホラー文庫）
- 堕天使は瞑らない（2014年5月 光文社文庫）
- 背徳 濡れた共犯者たち（2015年2月 TO文庫）
- きれいなほうと呼ばれたい（2015年6月 徳間文庫）
- 蜘蛛と蝶（2015年8月 講談社）
- 殺意の水音（2015年8月 角川ホラー文庫）
- 地獄行きでもかまわない（2016年1月 光文社文庫）
- 優雅なる監禁 （2016年7月 角川ホラー文庫）
- 人でなしの恋。（2016年11月 光文社文庫）
- 自分を愛しすぎた女（2017年4月 徳間文庫）
- 百二十歳の少女　古美術商・柊ニーナ（2017年8月 角川ホラー文庫）
- 女奴隷の烙印（2018年4月 光文社文庫）
  - 奴隷商人サラサ: 生き人形が見た夢（2019年2月 光文社文庫）
  - 甘やかな牢獄 奴隷商人サラサ（2020年3月 光文社文庫）
- モニター越しの飼育（2018年8月 角川ホラー文庫）
- 溺れる女（2019年8月 角川ホラー文庫)
- 裏アカ（2020年5月　徳間文庫）
- 死体でも愛してる（2020年8月 角川ホラー文庫)
- 殺人カルテ 臨床心理士・月島繭子 (2021年8月 光文社文庫)
- 母と死体を埋めに行く（2021年10月 角川ホラー文庫）
- 魚影島の惨劇 (2022年5月 徳間文庫)
- 名前のない殺人鬼（2022年12月 角川ホラー文庫）
- 破滅へと続く道 右か、左か (2023年3月 徳間文庫)
- 天使の審判 （2024年5月光文社文庫)
- プロミス・ユー・ザ・ムーン (2024年11月 角川ホラー文庫)

### ノベライズ
- 呪怨（2003年1月 角川ホラー文庫）
- 呪怨2（2003年7月 角川ホラー文庫）
- オールド・ボーイ（2004年9月 角川ホラー文庫）
- THE JUON/呪怨（2005年1月 角川ホラー文庫）
- 親切なクムジャさん（2005年10月 角川ホラー文庫）
- 輪廻（2005年12月 角川ホラー文庫）
- 呪怨 パンデミック（2007年7月 角川ホラー文庫）
- 呪怨 白い老女（2009年6月 角川ホラー文庫）
- 呪怨 黒い少女（2009年6月 角川ホラー文庫）
- 呪怨 終わりの始まり（2014年6月 角川ホラー文庫）
- 小説 恐怖新聞（原作：つのだじろう）（2019年7月 APeS Novels）

## メディア・ミックス

### 映画化
- 最後の晩餐-The Last Supper（2005年2月12日公開、監督：福谷修、主演：加藤雅也、原作：『湘南人肉医』）
- 1303号室（2007年10月27日公開、監督：及川中、主演：中越典子）
- 甘い鞭（2013年9月21日公開、配給：角川書店、監督：石井隆、主演：壇蜜）
- 殺人鬼を飼う女（2019年4月12日公開、配給：KADOKAWA、監督：中田秀夫、主演：飛鳥凛）
- アンダー・ユア・ベッド（2019年7月19日公開、配給：KADOKAWA、監督：安里麻里、主演：高良健吾）

### 漫画化
- 甘い鞭（作画：艶々、2013年9月 ニチブンコミックス）